# Banari
Banari település Olaszországban, Szardínia régióban, Sassari megyében. Lakosainak száma 516 fő (2023. január 1.). Banari Florinas, Siligo, Bessude és Ittiri községekkel határos.

## Népesség
A település népességének változása:
| Lakosok száma | 577  | 569  | 516  |
|               | 2017 | 2018 | 2023 |